# Szczep 121
Szczep 121 (ang. Strain 121) – jednokomórkowy mikroorganizm zaliczany do archeonów; ekstremalny termofil. Wzrasta w najwyższej znanej dla organizmów temperaturze; temperatura jego wykrywalnego wzrostu jest o 8 °C wyższa od temperatury dla poprzedniego rekordzisty Pyrolobus fumarii. Organizm znaleziono ok. 320 km od Zatoki Puget (47°55′46″N 129°06′51″W/47,929444 -129,114167), w kominie hydrotermalnym w północno-wschodnim Pacyfiku, na głębokości ok. 2400 m i wyizolowano używając pożywki beztlenowej o temperaturze 100 °C.
Organizm jest zdolny do normalnego wzrostu i rozmnażania w temperaturze 121 °C, która jest stosowana do sterylizacji w autoklawach i stąd bierze się jego robocza nazwa. Aż do odkrycia szczepu 121 uważano, że ta temperatura jest wystarczająca do zabicia wszystkich żywych organizmów i ich przetrwalników. Wyjątek Pyrolobus fumarii, którego około 1% komórek po godzinie sterylizacji było nieuszkodzonych, chociaż niezdolnych do rozwoju. W wyższych temperaturach szczep 121 nie wykazywał wzrostu, ale po dwugodzinnej inkubacji w  temperaturze 130 °C i następnie przeniesieniu do temperatury 103 °C, wciąż zachowywał zdolność rozwoju. W temperaturach niższych niż 85 °C, komórki szczepu 121 nie dzielą się, jednak pozostają żywe.
Metabolizm tego organizmu jest oparty na reakcjach redoks z udziałem tlenków żelaza (żelazo jako akceptor elektronów).
Organizm zakwalifikowano do archeowców na podstawie analizy fragmentu 16S rRNA o długości 1100 pz i fragmentu o długości 105 aminokwasów genu topR. Badania wykazały, że jest najbliżej spokrewniony z innymi archeowcami: Pyrodictium occultum (96,0% podobieństwa) i Pyrobaculum aerophilum (95,3% podobieństwa). W momencie odkrycia, autorzy nie zaproponowali pełnej systematyki organizmu, klasyfikując go jedynie do poziomu klasy. Nazwę gatunkową i pełną taksonomię autorzy zaproponowali w swojej kolejnej pracy.